# Susana Dalmás
Susana Elida Dalmás Garcén (née le 16 juillet 1948 à Montevideo, Uruguay - morte le 31 décembre 2012) était une professeure d'histoire, sénatrice du Front large (coalition de gauche) depuis 1994, élue sur les listes d'Assemblée Uruguay.

## Biographie
Fille d'Octavio Dalmás et d'Elida Garcén, elle était mariée avec trois enfants. Elle fit ses études dans le public, le secondaire à l'Instituto de Profesores Artigas (es).
Elle a travaillé huit ans à l'ANTEL (es), le Telecom uruguayen, avant d'être licenciée en 1979, sous la dictature, en raison de son opposition à la junte militaire. Elle fut réintégrée en 1985, lors du retour de la démocratie. Elle présida le Syndicat unique des Télécommunications et fut membre de la table représentative de la confédération syndicale PIT-CNT. 
Susana Dalmás fut ensuite élue en 1994 sénatrice sur les listes d'Assemblée Uruguay (tendance centriste du Front large), menées par Danilo Astori. Elle fut réélue en 2005 sur les mêmes listes, et de nouveau en 2009.

## Source
- (es) Cet article est partiellement ou en totalité issu de l’article de Wikipédia en espagnol intitulé « Susana Dalmás » (voir la liste des auteurs).